# セレッソ大阪スポーツクラブ
一般社団法人 セレッソ大阪スポーツクラブ（セレッソおおさかスポーツクラブ）は、大阪府大阪市此花区に拠点を置く、総合型地域スポーツクラブを運営する一般社団法人。日本プロサッカーリーグ（Jリーグ）・セレッソ大阪の運営会社である株式会社セレッソ大阪により2010年に設立され、2011年2月より活動を開始した。

## 概要
セレッソ大阪の普及部門が直営で手がけてきたアカデミー活動を軸として、大阪市及び周辺市町での青少年のサッカースクールやスポーツ教室を展開することで、幅広い市民にスポーツレクリエーションへの造詣・参加を深めることを目指して取り組むと共に、選手や指導者の育成事業や地域住民の健全な発達・社会貢献に勤めることを目的に創立された。設立時はセレッソのホームスタジアムのある長居公園（大阪市東住吉区）に事務所を置き、セレッソの育成部門に携わってきた宮本功が代表理事に就いた。
サッカーについては当初はスクール事業を中心に行うことにしており、トップチーム・選手育成機関などは当面すべてのカテゴリーともセレッソの運営法人である株式会社大阪サッカークラブ（現・株式会社セレッソ大阪）が行っていたが、2012年より選手育成部門（ユース・ジュニアユース・ジュニアチーム）を全て一般社団法人側に事業移管することになった。日本女子サッカーリーグに2013年から加盟しているセレッソ大阪堺レディースの運営も一般社団法人側で行っていた。育成組織をクラブ本体の運営企業からNPOや公益法人に移行したのはセレッソが初（ユースを別法人が運営するのは松本山雅FCに次いで2例目）である。2023年7月、レディースはWEリーグ参入に伴い、株式会社セレッソ大阪に運営が事業移管された。
2012年には此花区の人工島・舞洲にある大阪港スポーツアイランド内にある舞洲球技場及び球技場関連施設用地の貸し付けにかかる条件付一般競争入札に参加して事業予定者として選定され、クラブハウス・天然芝球技場の施設整備を行い活動拠点を舞洲に移転した。2017年には舞洲運動広場の貸し付けにかかる入札でも落札し、大阪市と事業用定期借地権設定等契約と定期建物賃貸借契約を締結している。
その他の主な事業としては、2016年度から2020年度にかけて長居公園の指定管理者の一員として参画しており、2021年度からは単独で長居球技場（ヨドコウ桜スタジアム）の長期指定管理（管理期間は2021年4月1日から2051年3月31日（予定）の30年間）を行っている。大久保嘉人が2022年4月3日から2023年3月31日の契約でアカデミー技術委員に就任した。

## 主な所属者
- 小松塁（2018年スクールコーチ就任）[9]